# サー
サー（英語: Sir）は、イギリスの叙勲制度における栄誉称号であり、ナイト（騎士に由来する勲位で「勲爵士」などと訳される）に与えられる称号である。より一般的に、イギリスでは男性に対する敬称としても使用されており、正式な書簡においてもしばしば用いられる（例：「Dear Sir」「Right Reverend Sir」）。
この敬称が用いられるのは、組織内の階級や社会的地位において目上にあたる教育者や指揮官、年長者（特に若者から）に対して、あるいは商人が顧客へ呼びかける場合などである。
サーに相当する女性に用いる表現は、ほとんどの場合「マーム (ma'am)」やそのもともとの形である「マダム (madam)」となるが、若い女性や少女、あるいは未婚女性の場合には、「ミス (miss)」などと呼びかける方が好まれることもある。ナイトの称号を授与された女性に用いるサーに相当する表現は、「デイム (Dame)」であるが、（当人ではなく）夫がナイトの称号をもつ女性には「レディ (Lady)」を敬称に用いる。

## 起源
Sir の語源は、中世フランス語の尊称 sire（messire で「私のご主人様」の意）に由来し、それはさらに古フランス語の sieur（「主人」を意味する Seigneur から変化したもの）、さらに、多くのヨーロッパ諸語における尊称の語源であるラテン語の形容詞 senior（「年長の」の意）に遡る。
英語の文献に初めてsirという形が記録されたのは1297年で、ナイトないし準男爵（バロネット）の尊称として、それまで既に使われていた sire の変形としてであった。sire は、遅くとも1205年以降には名の前に付けてナイト位を有していることを示す尊称として、1225年ころからは男性の君主への呼びかけとして、さらに1250年ころからは一般的に「父親」の意味で、また1362年からは「重要な年長の男性」の意味でも使われていた。

## 尊称としての正式な使い方
正式な儀礼において、Sir はナイトないし準男爵（バロネット）の勲位をもつ男性（イギリスの貴族制度において、爵位をもつ貴族のすぐ下に位置づけられる階級）の人物の名（あるいは名の一部）、ないしは氏名全体に付けられるが、姓だけに付けられることはない。ポール・マッカートニーを例にとれば「Sir James Paul McCartney」「Sir Paul McCartney」「Sir Paul」は正しい用法であるが「Sir McCartney」とはしない。また、ナイトに叙されたものを呼ぶ際に「ミスター（Mr.）」は用いないので、ミスター・マッカートニー（Mr. McCartney）にはならない。
女性の場合には、Sir に相当する表現としてデイム（Dame）があり、自身がナイトの栄を受けている女性は、男性の場合の Sir と同様に用い、やはり姓のみの前には付けない。
（自らはナイト等の栄を受けていない）ナイトの妻について用いる尊称については、17世紀以来の実際の用法を追認する形で、また、法廷での手続きに準じて、1917年に修正が加えられており、今日では、ナイトや準男爵の妻は、姓の前に「レディ」Lady を付けて尊称とする。すなわち、再びポール・マッカートニーに例をとれば、その妻は「Lady McCartney」であり、「Lady Nancy McCartney」とはしない。
姓名のフルネームに Lady を付けるのは、公爵、侯爵、伯爵など貴族の令嬢や、近年においてガーター勲章やシッスル勲章を受けた女性が、それ以上の爵位などをもっていない場合に限られている。

## 現行の栄誉
イギリスや、イギリスの君主が国家元首となっているイギリス連邦の一部の国々を始め、尊称として Sir を用いることを認められているのは、以下の栄誉を受けている男性である。 

### イギリスおよびイギリス連邦
- 准男爵 - Baronet (Bt.) - 1990年以来、新たに授与された例はない。
- ガーター勲章を授与されたナイト - Knight of the Order of the Garter (KG・LG)
- シッスル勲章を授与されたナイト - Knight of the Order of the Thistle (KT・LT)
- バス勲章を授与されたナイト・コマンダー、デイム・コマンダー、またはナイト・グランド・クロス - Knight Commander or Knight Grand Cross of the Order of the Bath (KCB/DCB/GCB)
- 聖マイケル・聖ジョージ勲章を授与されたナイト・コマンダー、デイム・コマンダー、またはナイト・グランド・クロス - Knight Commander or Knight Grand Cross of the Order of St Michael and St George (KCMG・DCMG/GCMG)
- ロイヤル・ヴィクトリア勲章を授与されたナイト・コマンダー、デイム・コマンダー、またはナイト・グランド・クロス - Knight Commander or Knight Grand Cross of the Royal Victorian Order (KCVO・DCBO/GCVO)
- 大英帝国勲章を授与されたナイト・コマンダー、デイム・コマンダー、またはナイト・グランド・クロス - Knight Commander or Knight Grand Cross of the Order of the British Empire (KBE・DBE/GBE)
- ナイト・バチェラー（下級勲爵士）- Knight Bachelor (Kt.)

### アンティグア・バーブーダ
- 国家英雄勲章を授与されたナイト - Knight of the Order of the National Hero (KNH)
- 国家勲章を授与されたナイト・コマンダー、ナイト・グランド・クロス、または、ナイト・グランド・カラー - Knight Commander, Knight Grand Cross, or Knight Grand Collar of the Order of the Nation (KCN/KGCN/KGN)

### オーストラリア
- オーストラリア勲章を授与されたナイト - Knight of the Order of Australia (AK) - オーストラリア人男性にのみ授与されていたが、1986年以来、新たに授与された例はない。

### バルバドス
- バルバドス勲章を授与された聖アンドリュー・ナイト - Knight of St. Andrew of the Order of Barbados (KA)

### ニュージーランド
- ニュージーランド・メリット勲章を授与されたナイト・コンパニオン、または、ナイト・グランド・コンパニオン - Knight Companion or Knight Grand Companion of the New Zealand Order of Merit (KNZM/GNZM)

### フィリピン共和国
- リサール勲章を授与されたナイト - Knight of Rizal (KR)。（共和国法第646号、大統領令236号）[1][2]

### ナイジェリア
- 大聖グレゴリウス勲章、聖シルベストロ教皇騎士団勲章を教皇から授与されたナイト。

### その他の地域における用法
北アメリカでは、国により認められた用法では無いものの、マルタ騎士団や聖堂騎士団(Order of the Holy Sepulchre)の団員（ナイト）がサーを肩書に用いることがよくある。これらの組織の女性構成員は、デイムないしレディを肩書として用いている。

### 現在は該当者がいない休止中の栄誉
聖パトリック勲章、スター・オブ・インディア勲章（インドの星勲章）(Order of the Star of India)、インド帝国勲章(Order of the Indian Empire)の3つは、現在は授与された者が生存しておらず休止状態にあるが、もともとイギリスおよびイギリス連邦の男性国民に授与されるものであり、授与された者はサーの尊称を用いることが認められる。

#### アイルランド王国
- 聖パトリック勲章を授与されたナイト - Knight of the Order of St. Patrick (KP)

1783年に制定されたこの勲章は、当初はアイルランド王国と関わりのある男性に授与されていた。新たなナイトの定期的な授与は、アイルランド自由国が成立した1921年に終了した。最後まで生存していたナイトは1974年に死去し、受勲者がいなくなった「騎士団 (Order)」は休止状態になった。

#### イギリス領インド帝国
- スター・オブ・インディア勲章（インドの星勲章）を授与されたナイト・コマンダー、または、ナイト・グランド・コマンダー - Knight Commander or Knight Grand Commander of the Order of the Star of India (KCSI/GCSI)
- インド帝国勲章を授与されたナイト・コマンダー、または、ナイト・グランド・コマンダー - Knight Commander or Knight Grand Commander of the Order of the Indian Empire (KCIE/GCIE)

大英帝国のインド統治強化策の一つとして、1861年に、イギリス人やインド人の公務員や軍関係者、インド帝国に特段の貢献をしたインド人を顕彰するため制定されたのが、スター・オブ・インディア勲章（インドの星勲章）である。一方、インド帝国勲章は、スター・オブ・インディア勲章に次ぐ位置づけのものとして、1878年に制定された。両勲章とも、最後に授与されたのはインドが独立した1947年8月15日であった。いずれの勲章も、また、それに伴う尊称の使用も、1950年にインドがイギリス連邦内の共和国となった時点で、過去のものとして公式に無効となり、1956年にはパキスタンでも同様となった。それぞれの最後の生存受勲者の死去により、スター・オブ・インディア勲章は2009年2月に、インド帝国勲章は2010年8月に休止状態となった。

### 他の肩書等との組み合わせ方
軍人でナイトでもある人物について、正しい呼称は軍の階級を先に置き、次いで個人の称号を正確に述べてから氏名となる。実例は次のようになる。
- Admiral of the Fleet Sir Bruce Fraser, GCB, KBE (1941年以降の形式)

ブルース・フレーザー（1904年 - 1945年）は、イギリス海軍の海軍元帥、初代フレーザー・オブ・ノース・ケープ男爵、GCB、KBE
- Field Marshal Sir Thomas Blamey, GBE, KCB, CMG, DSO, ED  (1941年以降の形式)

トマス・ブレイミー（1884年 - 1951年）は、オーストラリア陸軍元帥、GBE, KCB, CMG, DSO, ED
教授など、学界における肩書がある場合も同様である。
- Professor Sir Patrick Bateson, FRS

パトリック・ベイトソンは、ケンブリッジ大学名誉教授、王立協会会員（フェロー）
ただし、医師または博士号保持者に対して用いる敬称である「ドクター (Dr.）」は、サーと一緒には用いない。ナイトはドクターよりも上位の称号と見なされるため、ナイトを授けられたドクターは、称号においては単にナイトとして言及される。ただし、氏名の後に学位の種別などを示す文字を置くことはかまわない。
イギリスのナイトは、イギリス連邦諸国の国民以外にも、栄誉として授与されることがあるが、その場合、氏名の後にナイトの種別などを表す文字を置くことはできるが、称号としてのサーを用いることができない。イングランド国教会の聖職者がナイトを授与される場合にも、同様の習慣があり、次のように氏名の前にはサーを置かない。
- The Reverend Dr John Polkinghorne, KBE, FRS

ジョン・ポルキングホーン（1930年 - ）は、理論物理学者、神学者、KBE、王立協会会員（フェロー）
他の宗派の聖職者については、これとは異なる扱いがなされることもある。
二重国籍のひとつとしてイギリスの君主を元首とするイギリス連邦諸国の国籍を持つ者の場合には、イギリス人同様にサーを用いることができる。標準とされる使用法は国によって異なるが、例えば、バハマとアメリカ合衆国の市民権を持っている俳優シドニー・ポワチエは、1974年にナイトを授与されており、しばしば「サー・シドニー・ポワチエ (Sir Sidney Poitier)」として言及されることがあり、特に大使としての職務に関連してそのように言及されることがあるが、本人がこの肩書を用いることはほとんどない。

## 軍隊など統制組織における用法
イングランドでは、軍隊や警察など、階級化された組織における上位階級者に対して、特定の階級それぞれにふさわしい個別の敬称を用いる代わりに、広く「サー」が用いられることがあるが、同様の慣行はカナダのフランス語圏でも一部で行なわれている。ほとんどの言語において、このように誰に対しても用いられるような呼称は十分に敬意が込められていないと受け取られるか、ドイツ語の「ヘル (Herr)」の場合のように、階級名称を続けて用いるのが普通になっている。
男性の上官に対して呼びかける場合、特定の階級に言及する呼び方に代えて「サー」を用いることができる（ただし、士官や准士官に対して用い、下士官には通常用いない）（フィクション作品の中では女性の上官に「サー」を用いる場面が描かれることがよくあるが、女性上官は「マーム (ma'am)」と呼びかけられる）。しかし、アメリカ海兵隊やアメリカ沿岸警備隊の新入隊員は、基礎訓練において男性士官や下士官、特に指導する担当教官（海兵隊では drill instructor、沿岸警備隊では company commander、これ以外の各軍ではdrill sergeant　よって軍曹・曹長が務める）を、「サー」と呼ぶ。アメリカ軍に入隊したばかりの新兵は、士官を常に「サー」と呼ぶ。訓練中は「サー」が一貫して用いられるが、最初の指導教化を経た後はそれぞれの階級に応じた呼称（サージ、ルテナン、キャプテン、メジャー、カーネル、ゼネラル）を用いる。
アメリカ英語において、非公式な慣用表現となっている用法のひとつとして、下位の者が上位の者に応答する際、強調のために応答の前後にサーを付け、「Sir, yes（no）, sir!」のようにする、という慣行があり、特に基礎訓練のドリルにおいてこれが行なわれている。アメリカ沿岸警備隊の新入隊員もこれを実践している。なお「Yes, sir!」と「アイアイサー（Aye aye sir）！」は似ているようだがその用途は全く異なる。「Yes」は呼ばれた際に“はい、何でしょう？”と応える表現で、「Aye aye」は下された指示を実行する「了解！」である。
アメリカ陸軍でも、イギリス軍でも、下士官を「サー」と呼ぶのは不適切とされている。ただし、イギリス陸軍においては、パレード行進の際には下士官も、准士官と同じように「サー」と呼ばれる。
王立カナダ騎馬警察においては、幹部警察官のみが「サー」と呼ばれ、下級警察官や巡査は階級によって呼びかけられる。イギリスの警察において、警部補(inspector)以上の階級にある幹部警察官は「サー」と呼ばれる。一般的にそれらしい呼称だと信じられている「ボス (Boss)」や、（governor を変形した）「Gaffer」、「Guv」といった呼び方は、テレビや映画が創り出したものである。
香港においては、警察・消防といった紀律部隊（英語: Diciplined force）において、部下が上官に呼びかける際に「阿Sir」、ないし相手の姓を入れて「○Sir」のように呼称する（女性への敬称はMadamとなる）。また「阿Sir」は、男性警官を指す俗語として、一般市民の間でも広く用いられている

## 学校など教育機関に関係する用法
イギリスのタブロイド紙（大衆紙）が見出しなどに用いる俗語では、「サー」は教師(schoolteacher)の意味で、「Sir's sex shame（教師のセックス醜聞）」のように用いられる。教師を意味する「サー」は、アメリカ合衆国南部の各地でも用いられている。
アメリカ合衆国の中等教育や大学などでアメリカン・フットボール競技をしている若者たちの間では、コーチ（監督）を「サー」と呼ぶことが多い。特に、チーム全体としてコーチに応答する場合には「Boys, ok?」「Yes, sir!」のように「サー」が用いられる。
香港の広東語においては、男性教師を指す語として「阿Sir」が用いられており、業界内のベテランへの呼称として「○Sir」（○には姓が入る）が用いられることもある。

## その他の用法、関連語
- 17世紀まで、「サー」は聖職者の称号としても用いられていた。関連する語で、フランス語の monseigneur に由来する「モンシニョール (monsignor)」は、カトリック教会の高位聖職者の間で現在も用いられている。アイスランド語では、英語の sir と同根の séraがもっぱら聖職者だけに用いる呼称としてあり、名とともに用いられる。ジョン・ジョンソン(Jón Jónsson)という聖職者がいるとすると、この人物は「セラ・ジョン (séra Jón)」と呼びかけられ、言及される場合には「プレストゥリン・セラ・ジョン・ジョンソン (presturinn séra Jón Jónsson)」となる。
- イギリスでは、様々な権威ある立場にある人物が「サー」と呼ばれ、例えば、地区判事(District Judges)などもそのように呼ばれる。
- 「シラー (Sirrah)」は、16世紀に用いられた表現で、「サー」とは逆に、目上から目下に呼びかける呼称であった。
- 非公式な言葉遣いとされるが、「サリー(sire, siree)」は発話における強調のために変形されたもので、おもに「イエス/ノー」に続けて発声される。
- 語源的には同根の「サイア (Sire)」は、今日では君主など王族にのみ用いる表現であり、「サー」と混同してはならない[7]。
- インドの英語では、サーや、それがインド化したサージ（Sirjee：sirに、インドの尊称であるjeeが付加されたもの）がよく用いられ、英語のみならず現地諸語にも入り込んでいる。また、名の後にサーを置く用法、例えば、「Gandhi Sir」なども、インド独自の拡張表現である。

## 誤用、逸脱
- アメリカ合衆国大統領だったジョージ・W・ブッシュは、記者が「Mr. President（大統領閣下）」と呼びかけるべきところで「サー」と呼んだことに、いたく立腹したことがあったとされ、ジョークにもなっている[8]。その大統領自身は、バチカンで教皇ベネディクト16世に会見した際に「Your Holiness（台下）」と呼びかけるべきところで「サー」と呼びかけ、周囲の人々をひやひやさせた[9]。
- 漫画『ピーナッツ』の登場人物のひとりであるマーシー(Marcie)は、同級生の女子生徒ペパーミント・パティ (Peppermint Patty) に、常に「サー」と呼びかける（ペパーミント・パティ本人はこれを嫌がっている）。谷川俊太郎らによる日本語訳では、当初は「先生」であったが、後に「先輩」と訳し直されている[10][11]。
- フィリピン共和国では、だれかれ構わず男性に対してSirを付けて呼びかける。女性には既婚であろうが未婚であろうがMa'amを付ける。